# علا نبیل
علا نبیل (عربی: علاء نبيل؛ زادهٔ ۲۷ ژانویهٔ ۱۹۶۲) بازیکن سابق و مربی فوتبال اهل مصر است.
از باشگاه‌هایی که در آن بازی کرده‌است می‌توان به باشگاه فوتبال مقاولون عرب اشاره کرد.
وی همچنین در تیم ملی فوتبال مصر بازی کرده‌است.